# Résistance en Italie pendant la Seconde Guerre mondiale

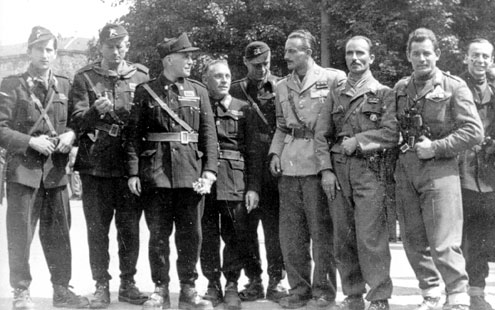
Partisans italiens des Brigades Garibaldi.

La résistance en Italie pendant la Seconde Guerre mondiale (en italien Resistenza, Resistenza partigiana ou Secondo Risorgimento) est un terme générique qui désigne les activités des groupes de résistance qui se sont opposés aux forces d'occupation allemandes et au régime fasciste italien de la République sociale italienne pendant les dernières années de la Seconde Guerre mondiale. 
Ce mouvement englobe l'ensemble des mouvements politiques et militaires composés d'Italiens de tout âge, sexe, opinion politique ou religieuse et classe sociale, après l'invasion du pays par les Alliés, l'armistice entre l'Italie et les forces armées alliées, et l'occupation militaire allemande de l'Italie du Nord. Ce mouvement à pris part pendant la campagne d'Italie contre l'Axe et à la guerre civile italienne contre les fascistes. La République italienne se revendique comme issue de la lutte de la Résistance.

## De l'antifascisme à la Résistance

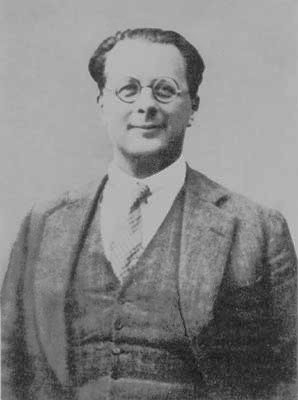
Carlo Rosselli.

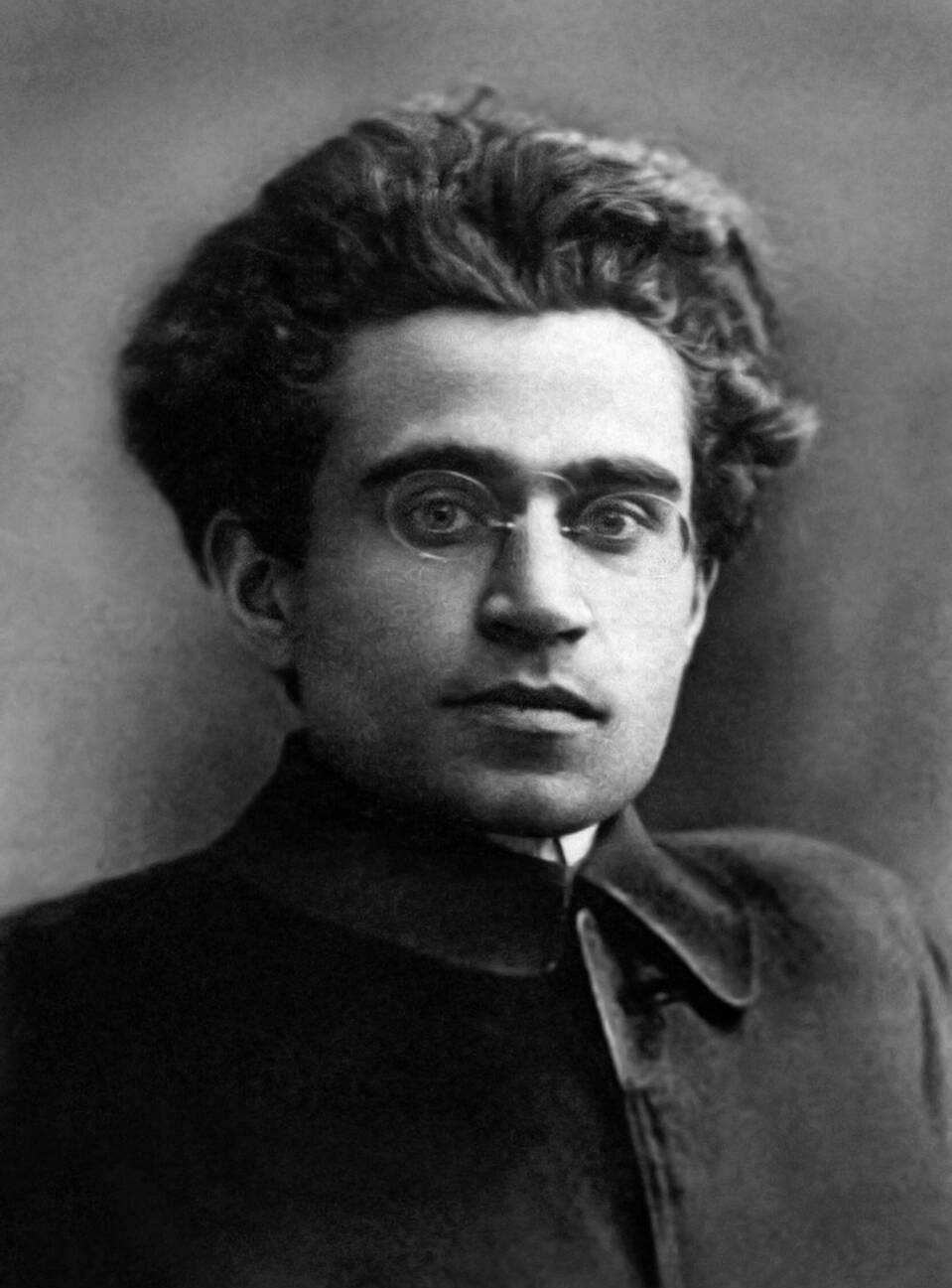
Antonio Gramsci.

### L'antifascisme avant 1943
La résistance italienne a ses racines dans l'antifascisme, qui s'est progressivement développé à partir du milieu des années 1920, alors qu'il y avait déjà de faibles formes d'opposition au régime fasciste, jusqu'au début de la Seconde Guerre mondiale. De plus, la mémoire des combattants partisans, en particulier ceux d'inspiration communiste et socialiste de ce qu'on appelle le « Biennio rosso » et des luttes violentes contre les équipes fascistes dans la période 1919-1922, considérées par certains représentants des partis de gauche comme Palmiro Togliatti comme une véritable guerre civile pour la défense des classes populaires contre les forces réactionnaires, est restée vivante.
Après l'assassinat du député socialiste Giacomo Matteotti (1924) et la prise de responsabilité décisive de Mussolini, le processus de « totalitarisation » de l'État commence dans le royaume d'Italie. Il se traduit par un contrôle grandissant et une persécution sévère des opposants menacés d'emprisonnement et de confinement.
En réaction, les antifascistes s'organisent dans la clandestinité en Italie et à l'étranger, créant avec difficultés un réseau rudimentaire de connexions qui ne produit pas de résultats pratiques significatifs, restant fragmentés en petits groupes non coordonnés, incapables d'attaquer ou de menacer le régime, à l'exception de quelques attaques menées par les anarchistes. Leur activité se limite à l'aspect idéologique, la production d'écrits étant abondante, en particulier parmi les communautés d'exilés antifascistes qui, cependant, n'atteignent pas les masses et n'influencent pas l'opinion publique. Certains historiens ont également souligné comment le mouvement de la Résistance peut avoir des liens avec la guerre d'Espagne, en particulier avec ceux qui ont milité dans les Brigades Internationales.
La Seconde Guerre mondiale et surtout les revers désastreux sur tous les fronts des opérations de guerre et l'éloignement progressif des masses populaires du régime, souligné aussi par les grandes grèves de mars 1943, conduit à la désintégration soudaine de l'État fasciste après le 25 juillet, suivie, après les quarante-cinq jours tourmentés du premier gouvernement Badoglio, par l'armistice de Cassibile du 8 septembre 1943. La catastrophe de l'État-nation et l'occupation rapide et agressive d'une grande partie de l'Italie par l'armée du Reich offrent aux forces politiques antifascistes, sorties de la clandestinité, la possibilité d'organiser la lutte politico-militaire contre l'occupant et le gouvernement collaborationniste de Salò, immédiatement constitués par les autorités nazies autour de Mussolini, libéré de l'emprisonnement sur le Gran Sasso par les parachutistes allemands, et aux survivants fascistes, déterminés à reprendre le combat aux côtés de l'Allemagne et à se venger des traîtres internes.

### L'armistice de Cassibile et les prémices
L'armistice de Cassibile entre l'Italie et les Alliés (8 septembre) est rendu public sans instructions précises aux troupes italiennes, ce qui met le pays, déjà à l'abandon, dans la plus grande confusion. Cet armistice est le prétexte à l'invasion de l'Italie par les troupes allemandes qui occupent rapidement l'Italie septentrionale et centrale. L'Italie se divise pour ce qui a été défini comme une guerre civile, entre ceux qui soutiennent les Alliés, qui contrôlent une partie du sud et la Sicile, et ceux qui acceptent de poursuivre la guerre aux côtés des Allemands, qui occupent désormais une grande partie de la péninsule.

#### Résistance des forces armées italiennes

##### En Italie

###### Rome

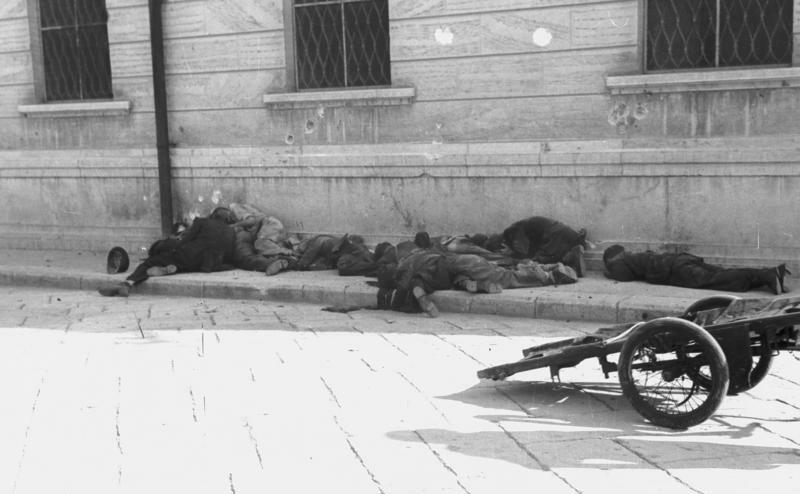
Civils fusillés par des Allemands à Barletta, le 12 septembre 1943.

La résistance armée à l'occupation allemande à la suite de l'armistice entre l'Italie et les forces armées alliées a commencé avec les forces armées italiennes et les Carabiniers. La bataille la plus connue de l'époque a éclaté à Rome le jour de l'annonce de l'armistice. Des unités du Regio Esercito comme la Division Sassari, les Granatieri di Sardegna, la Divisione Piave, la Divisione Ariete II, la Divisione Centauro, la Divisione Piacenza et la Divisione Lupi di Toscana ainsi que des régiments de carabiniers, d'infanterie et d'artillerie côtière ont été déployées autour de la ville et le long des routes environnantes. Les défenseurs de Rome ont été gênés par le départ du roi Victor Emmanuel III, du maréchal Pietro Badoglio et de leur état-major à Brindisi, ce qui a laissé les généraux responsables de la ville seuls et sans plan de défense coordonné. Dans la matinée du 9 septembre, les avant-gardes allemandes investissent Rome, contrariées en divers points de la ceinture urbaine, parfois près du centre-ville, par la réaction spontanée et non coordonnée des corps militaires et civils armés qui laisseront sur le terrain 1 167 militaires morts et 120 civils, dont une dizaine de femmes et même une nonne, infirmière en première ligne.

###### Piombino
L'un des épisodes les plus importants de résistance des forces armées italiennes après l'armistice est la bataille de Piombino, en Toscane. Le 10 septembre 1943, au cours de l'opération Achse, une flottille allemande, commandée par le capitaine Karl-Wolf Albrand, tente d'entrer dans le port. Le général Cesare Maria De Vecchi, commandant des forces côtières italiennes ordonne aux autorités portuaires de permettre à la flottille allemande d'entrer, contre l'avis du commandant Amedeo Capuano, le commandant naval du port,. Une fois débarquées, les forces allemandes veulent occuper la ville mais la population locale demande aux forces italiennes d'intervenir. Cependant, le général Fortunato Perni, a plutôt ordonné à ses chars d'ouvrir le feu sur les civils, afin de disperser la foule. De Vecchi interdit toute action contre les Allemands mais des officiers subalternes se mutinent et distribuent des armes à la population, et des volontaires civils rejoignent ainsi les marins et soldats italiens rebellés,,.
La bataille éclate le 10 septembre à 21h15, entre les forces de débarquement allemandes et les batteries côtières italiennes, les chars et la population civile. Les chars italiens coulent le torpilleur allemand TA11 ; l'artillerie italienne coule sept barges, les péniches Mainz et Meise et six bateaux de service Luftwaffe (Fl.B.429), Fl.B.538, Fl.C.3046, Fl.C.3099, Fl.C.504 et Fl.C.528), et endommage fortement le torpilleur TA9 et les bateaux à vapeur Carbet et Capitano Sauro. L'attaque allemande est repoussée ; à l'aube du 11 septembre, 120 Allemands ont été tués et environ 200 à 300 capturés, dont 120 blessés. Quatre Italiens ont été tués (deux marins, un brigadier de la Guardia di Finanza et un civil) et une douzaine de blessés ; quatre chasseurs de sous-marins italiens (VAS 208, 214, 219 et 220) ont également été coulés pendant les combats,. Dans la matinée, cependant, De Vecchi ordonne la libération des prisonniers et la restitution des armes. De nouvelles manifestations populaires éclatent car les unités italiennes ont été dissoutes et les commandants supérieurs ont fui. Le commandement divisionnaire remet Piombino aux Allemands le 12 septembre, et la ville est occupée,. De nombreux marins, soldats et citoyens qui ont combattu dans la bataille de Piombino se sont retirés dans les bois environnants et ont formé les premières formations de partisans de la région.

##### Sur les fronts extérieurs
Immédiatement après l'annonce de l'armistice de Cassibile et malgré la désintégration générale des forces armées italiennes sur les théâtres d'opérations en Italie et à l'étranger, il y a une brève résistance militaire par les divisions de l'Armée royale dans les territoires contrôlés par les Allemands. Il s'agit de décisions locales prises par les gradés ou par choix volontaire de troupes, comme la 33e division d'infanterie Acqui, détruite lors du massacre de Céphalonie ou par initiative d'officiers à la tête de formations situées dans les Balkans et en mer Égée, comme Inigo Campioni et Luigi Mascherpa, protagonistes des batailles de Rhodes et de Leros. La seule campagne menée avec succès par les troupes italiennes contre les Allemands après le 8 septembre est celle de la libération de la Corse à la suite du ralliement du contingent dirigé par le général Giovanni Magli et la bataille navale de Pietracorbara,.

##### Prisonniers militaires italiens
Les soldats italiens capturés par les Allemands étaient au nombre de 650,000 à 700,000, 45,000 autres ont été tués au combat, exécutés ou morts pendant le transport, dont 40,000 à 50,000 sont morts dans les camps. La plupart ont refusé de coopérer avec le Troisième Reich malgré les difficultés, principalement pour maintenir leur serment de fidélité au Roi. Leurs anciens alliés les ont désignés Italienische Militär-Internierte (« internés militaires italiens ») pour leur refuser le statut de prisonnier de guerre et les droits accordés par les Conventions de Genève. Leurs actions ont finalement été reconnues comme un acte de résistance non armée au même titre que l'affrontement armé d'autres militaires italiens.

## Organisation et composantes

Drapeau du CLN.

Dans le premier grand acte de résistance contre l'occupation allemande, la ville de Naples a été libérée par une action populaire chaotique. Les habitants se sont rebellés au cours des derniers jours de septembre 1943. Ailleurs, le mouvement naissant a commencé alors que des groupes opérationnels indépendants étaient organisés et dirigés par des partis politiques auparavant interdits ou par d'anciens officiers de l'Armée royale italienne. De nombreuses formations partisanes ont d'abord été fondées par des soldats d'unités dissoutes de l'Armée royale italienne qui avaient échappé à la capture lors de l'opération Achse, et étaient dirigées par des officiers subalternes qui avaient décidé de résister à l'occupation allemande ; elles ont ensuite été rejointes et réorganisées par des antifascistes, et sont devenues de plus en plus politisées.
Par la suite le Comitato di Liberazione Nazionale (Comité de libération nationale, ou CLN), créé le 9 septembre 1943 par le Parti communiste italien, le Parti socialiste italien, le Partito d'Azione (un parti socialiste libéral républicain), Democrazia Cristiana et d'autres partis mineurs, prend le contrôle du mouvement en accord avec les ministres du roi Victor Emmanuel III et les Alliés. Le CLN sous la présidence d'Ivanoe Bonomi a été créé par des partisans derrière les lignes allemandes et a reçu le soutien de la plupart des groupes de la région.
Les principales formations du CLN comprenaient trois groupes politiquement différents : les brigades communistes Garibaldi, les Brigades Giustizia e Libertà (Justice et Liberté) liées au Partito d'Azione, et les Brigades socialistes Matteotti.
De plus petits groupes comprenaient des démocrates chrétiens et, en dehors du CLN, des monarchistes tels que les Brigate Fiamme Verdi (it) (Brigades de la flamme verte) et le Fronte militare clandestino dirigé par le colonel Montezemolo. Un autre groupe partisan important, particulièrement actif au Piémont était celui des partisans autonomes, composés en grande partie d'anciens soldats sans affiliation à aucun parti antifasciste, comme le 1° Gruppo Divisioni Alpine dirigé par Enrico Martini (it).
Les relations entre les groupes sont parfois problématiques. Par exemple, le 7 février 1945, les GAP de tendance communiste ont jugé et exécuté à Porzûs dans la province d'Udine 17 partisans de la Brigata Osoppo (it) de tendance catholique. Les tensions entre les catholiques et les communistes dans le mouvement ont conduit à la fondation d'une formation séparée les Fiamme Verdi (it).
Un autre obstacle à l'« unité nationale » incarnée par le CLN est venu des formations de résistance anarchistes et dissidentes communistes, comme le mouvement Stella Rossa de Turin et le Movimento Comunista d'Italia, la plus grande force antifasciste de Rome sous l'occupation, qui cherchaient une issue révolutionnaire au conflit et ne voulaient donc pas collaborer avec les « mouvements des partis bourgeois ».

### Mouvement partisan
En mai 1944, Rodolfo Graziani estimait la force partisane à environ 70 000 à 80 000 hommes. Environ 41 % dans les Brigades Garibaldi et 29 % étaient des Actionnistes des Brigades Giustizia e Libertà. L'une des unités les plus fortes, la 8e Brigade Garibaldi, comptait 8 050 hommes dont 450 sans armes et opérait dans la région Romagne. Le CLN opérait principalement dans la zone alpine, les Apennins et la vallée du Pô de la RSI, ainsi que dans les zones allemandes OZAK (la zone nord-est de l'extrémité nord de la mer Adriatique) et OZAV (Trentin et Tyrol du Sud). Ses pertes s'élèvent à 16 000 tués, blessés ou capturés entre septembre 1943 et mai 1944. Le 15 juin 1944, l'état-major général de l'Esercito Nazionale Repubblicano estimait que les forces partisanes s'élevaient à quelque 82 000 hommes, dont environ 25 000 opéraient dans le Piémont, 14 200 en Ligurie, 16 000 dans la Vénétie julienne, 17 000 en Toscane et Emilie-Romagne, 5 600 en Vénétie et 5 000 en Lombardie. Leurs rangs ont été graduellement augmentés par l'afflux de jeunes hommes fuyant le projet de la République sociale italienne, ainsi que par des déserteurs de ses forces armées. En août 1944, le nombre de partisans était passé à 100 000, et à plus de 250 000 avec l'insurrection finale en avril 1945.
La taille des unités des partisans varie en fonction de la logistique, comme la capacité d'armer, d'habiller et de nourrir les membres, ainsi que de l'importance du soutien local. L'unité de base est la Squadra (« équipe »), avec trois Squadre ou plus, généralement cinq, formant un distaccamento (« détachement »). Trois détachements ou plus forment une brigade, dont deux ou plus forment une divisione (« division »). À certains endroits, plusieurs divisions forment un gruppo divisione (« groupe divisionnaire »). Ces groupes divisionnaires sont responsables d'une zona d'operazione (« groupe opérationnel »).

#### Armement
Les partisans italiens s'emparent de toutes les armes qu'ils trouvent. Les premières armes proviennent des anciens soldats combattants du Regio Esercito. Les armes les plus nombreuses sont les fusils Carcano, les pistolets Beretta M1934 et M1935, les revolvers Bodeo M1889, les grenades à main SRCM et OTO, et les mitrailleuses Fiat-Revelli M 1935, Breda M1930 et Breda M1937 puis un peu plus tard, les carabines K98ks, MG 34, MG 42, les grenades 24, les pistolets Luger P08 et Walther P38. Les mitrailleuses MP 40 rares sont généralement réservées aux chefs d'escadron.
Les armes automatiques deviennent plus courantes au fur et à mesure qu'elles sont saisies au combat et que les soldats du régime de la République sociale commencent à déserter, apportant leurs propres armes. Les MAB Beretta commencent à apparaître en plus grand nombre en octobre 1943, lorsqu'ils sont prélevés en grande quantité de l'usine Beretta qui les produisait pour la Wehrmacht. D'autres armes, principalement d'origine britannique, sont larguées par les Alliés : lanceur à spigot PIAT, fusil Lee-Enfield, fusil-mitrailleur Bren et pistolet-mitrailleur Sten. Les armes fabriquées aux États-Unis sont fournies à plus petite échelle par le Office of Strategic Services : le pistolet-mitrailleur Thompson (M1928 et M1), M3A1 Grease gun, UD M42 et Carabine M1. Les autres fournitures comprennent des explosifs, des vêtements, des bottes, des rations alimentaires et de l'argent, utilisé pour acheter des armes ou pour dédommager les civils victimes de confiscations.

### Campagnes

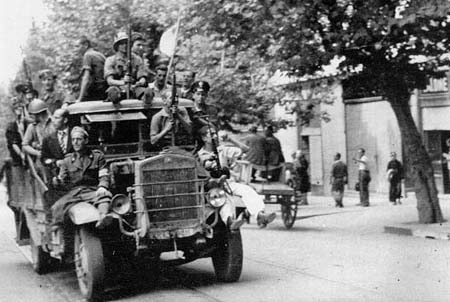
Résistants pendant l'insurrection des Quatre journées de Naples.

Les combats ont lieu dans les régions montagneuses où les ressources sont rares et les conditions de vie difficiles. En raison d'un approvisionnement limité, la Résistance adopte la guérilla. Les groupes comportent de 40 à 50 combattants qui tendent des embuscades et harcèlent les nazis et leurs alliés. La taille des brigades reflète en général les ressources dont les limites ne permettent pas la formation de grands groupes. La mobilité est la clé du succès, la connaissance du terrain leur permet de s'échapper par petits groupes quand ils sont encerclés par les Allemands. Les partisans n'ont pas de quartier général ou de bases permanentes, ce qui les rend difficiles à détruire.
Les résistants comptent sur le soutien de population locale pour les fournitures, faisant souvent du troc ou demandant simplement de la nourriture, des couvertures et des médicaments. Quand les partisans prennent les provisions des familles, ils distribuent souvent des billets à ordre que les paysans peuvent convertir en argent après la guerre. Les partisans dorment dans des fermes et des habitats abandonnés. Un récit de Paolino Andrea Ranieri, un commissaire politique de l'époque, décrit des combattants utilisant des ânes pour déplacer l'équipement pendant la nuit alors que pendant la journée, les paysans utilisaient ces mêmes ânes dans les travaux des champs. Les nazis essayent de couper la population de la Résistance en adoptant une politique de représailles consistant à tuer 10 Italiens pour chaque Allemand tué par les partisans. Ceux qui étaient exécutés étaient prélevés dans le village près du lieu de l'attaque ou parfois étaient des combattants partisans capturés.
Les punitions allemandes ont l'effet inverse de celui escompté. Comme la plupart des résistants étaient des paysans, les populations locales ressentent le besoin de subvenir à leurs besoins. L'un des engagements les plus importants est la bataille de Monte Battaglia, un sommet de montagne qui faisait partie de la ligne gothique. Le 26 septembre 1944, une force interarmées de 250 partisans et trois compagnies de soldats américains de la 88e Division d'infanterie attaquent la colline occupée par des éléments du 290e Régiment allemand de grenadiers. Les Allemands sont pris par surprise et les attaquants s'emparent de la colline et la défendent pendant cinq jours contre les renforts des unités allemandes, assurant ainsi un chemin à l'avancée alliée.
Tandis que les plus grands contingents opèrent dans les régions montagneuses des Alpes et des Apennins, d'autres grandes formations combattent dans la plaine du Pô, dans les grandes villes du nord de l'Italie, comme Piacenza, et dans les vallées environnantes près de la ligne Gothique où le château de Montechino est le général de partisans. Les Gruppi di Azione Patriottica (GAP) mène des actes de sabotage et de guérilla, et les Squadre di azione patriottica (SAP) organise des actions de grève et des campagnes de propagande. Comme dans la résistance française, les femmes étaient souvent des membres importants comme passeurs et relais (Staffetta),.

### Zones urbaines
Les activités de résistance sont différentes dans les villes, certains Italiens ignorant la lutte, tandis que d'autres comme les Escadrons d'action patriotique s'organisent et font de la propagande, mènent des actions militaires et tissent un réseau de soutien organisé fait de maisons « sûres » servant aux réunions, à cacher les armes et les combattants blessés. Seuls les sympathisants sont impliqués car la contrainte encourage la trahison. Les gens soutiennent la Résistance en raison des difficultés économiques, en particulier l'inflation. Le prix des pâtes a triplé et le prix du pain a quintuplé depuis 1938 et la famine atteint à degrés divers l'ensemble de la population.

### Les femmes partisanes
Les femmes ont joué un rôle important. Après la guerre, environ 35 000 femmes italiennes ont été reconnues comme combattenti (partisanes combattantes) et 20 000 comme patriotes. Elles se sont introduites dans ces groupes en fonction de leurs activités. La majorité d'entre elles étaient âgées de 20 à 29 ans et étaient généralement tenues à l'écart des partisans masculins. Peu d'entre elles étaient attachées à des brigades et étaient encore moins dans les brigades de montagne. Leur rôle s'avère particulièrement important dans le rôle de « relais » pour passer les ordres et les consignes. Comme compagnons d'armes, elles ont conquis leur première véritable émancipation, et celle du droit de vote qu'elles ont exercé lors des premières élections en « Italie libre » le 2 juin 1946.

### Contribution étrangère
De nombreux étrangers figurent parmi les résistants. Certains s'étaient échappés des camps de prisonniers de guerre ou avaient rejoint des bandes de guérilleros pour des « missions militaires ». Parmi eux se trouvaient des Yougoslaves, des Tchèques, déserteurs du protectorat de Bohême-Moravie, des Russes, des Ukrainiens, des Néerlandais, des Espagnols, des Grecs, des Polonais, des transfuges allemands et des déserteurs désillusionnés par le national-socialisme, des Britanniques et des Américains, ex-prisonniers ou conseillers déployés par le SAS, le SOE et l'OSS. Certains sont devenus connus, comme le grimpeur et explorateur Bill Tilman, le journaliste et historien Peter Tompkins, l'ancien pilote de la RAF, le comte Manfred Beckett Czernin, et l'architecte Oliver Churchill. George Dunning a rapporté ses expériences de combat avec les partisans dans son livre Where bleed the many the many. En outre, au printemps 1944, les partisans italiens signent les accords de Saretto avec Max Juvénal, chef de la région R2 des Forces françaises de l'intérieur.

## Soulèvement et répression de 1944

### Républiques partisanes
Au cours de l'été et au début de l'automne 1944, avec les forces alliées à proximité, les partisans attaquent l'arrière des lignes allemandes, sous la direction du CLN. Cette rébellion conduit à des gouvernements partisans provisoires dans toutes les régions montagneuses, Ossola étant le plus important d'entre eux, recevant la reconnaissance de la Suisse et des consulats alliés. Un officier de renseignement a déclaré au maréchal Albert Kesselring, commandant des forces d'occupation allemandes en Italie, qu'il estimait à 5 000 morts et entre 7 000 et 8 000 enlevés et un nombre similaire de blessés graves le préjudice infligé par les forces partisanes aux forces allemandes. Néanmoins, Kesselring considérait que le nombre était exagéré. À la fin de l'année, les renforts allemands et les forces restantes de Mussolini ont mis un terme à ce soulèvement.

### Crimes de guerre
Dans leurs tentatives de répression de la Résistance, les forces allemandes et fascistes italiennes (en particulier les SS, la Gestapo et les milices paramilitaires telles que Xª MAS et les Brigate Nere) ont commis des crimes de guerre, des exécutions sommaires et des représailles systématiques contre la population civile. Les prisonniers et les suspects de résistance étaient souvent torturés et violés. Parmi les atrocités de masse les plus notoires, on peut citer le massacre des Fosses ardéatines où 335 civils juifs et prisonniers politiques sont exécutés sans procès lors d'une opération de représailles après une attaque à la bombe de la Résistance à Rome, le massacre de Sant'Anna di Stazzema où environ 560 villageois sont tués lors d'une opération anti partisane dans les Apennins centrales et le massacre de Marzabotto où environ 770 civils sont tués dans des circonstances similaires. Au total, 15 000 civils italiens ont été délibérément tués, dont de nombreuses femmes et enfants.

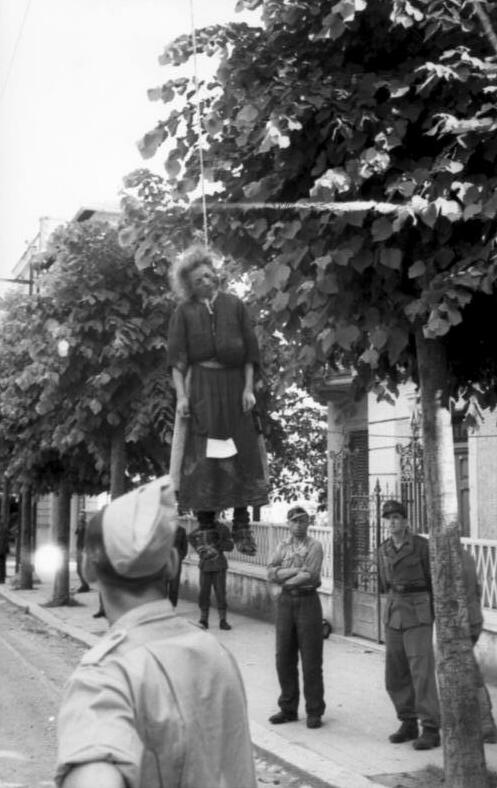
Une femme exécutée par pendaison publique dans une rue de Fiuggi, mai 1944.
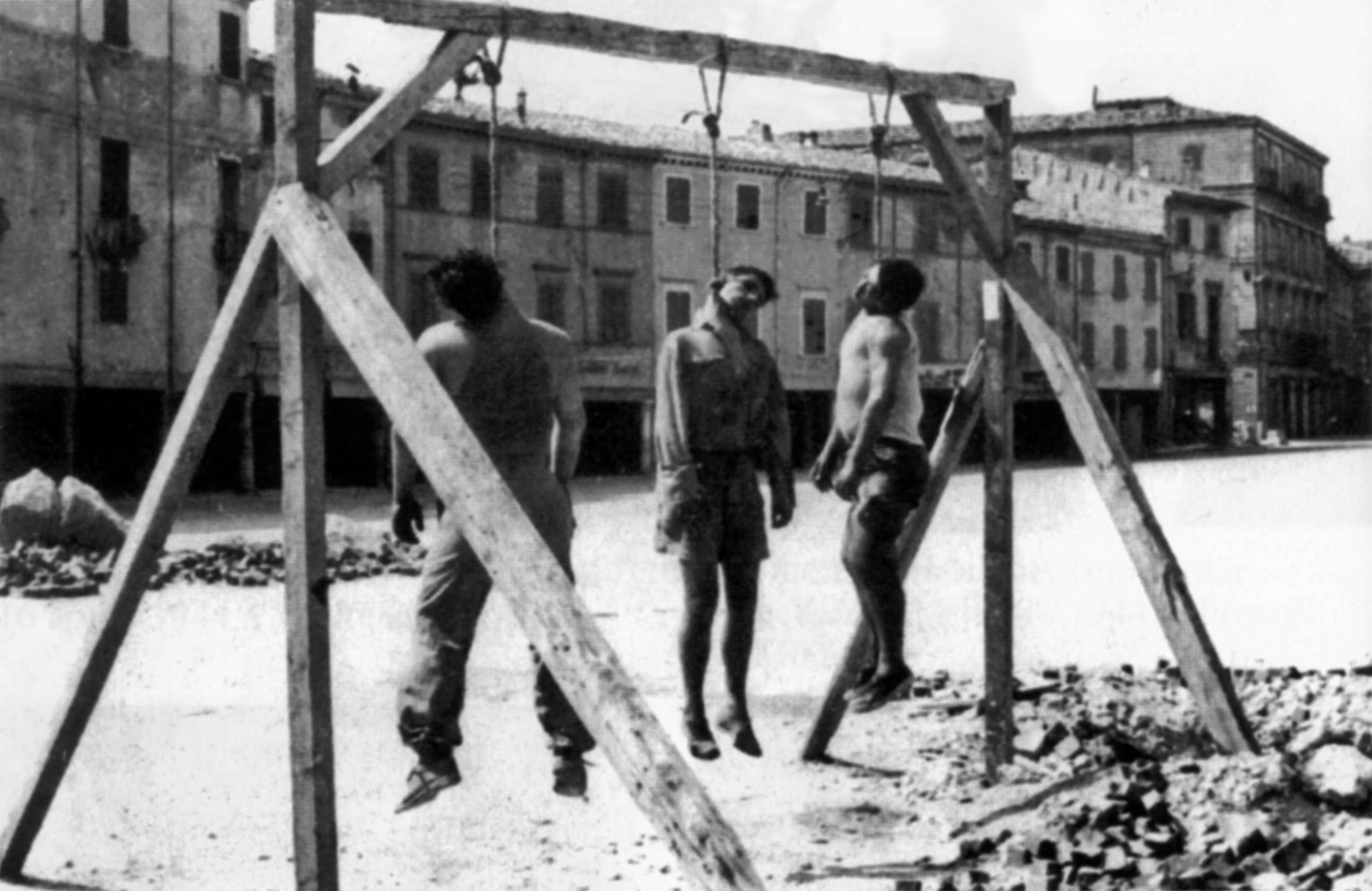
Trois partisans italiens exécutés par pendaison publique à Rimini, août 1944.
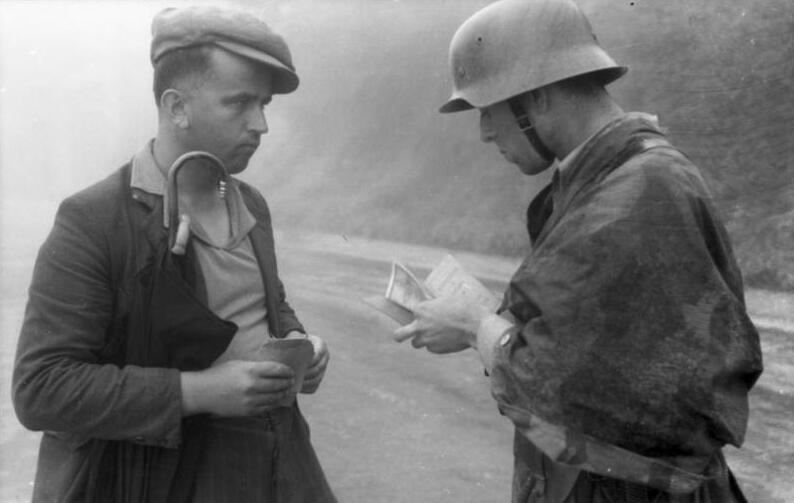
Soldat allemand examinant les papiers d'un civil italien à l'extérieur de Milan], (1944).
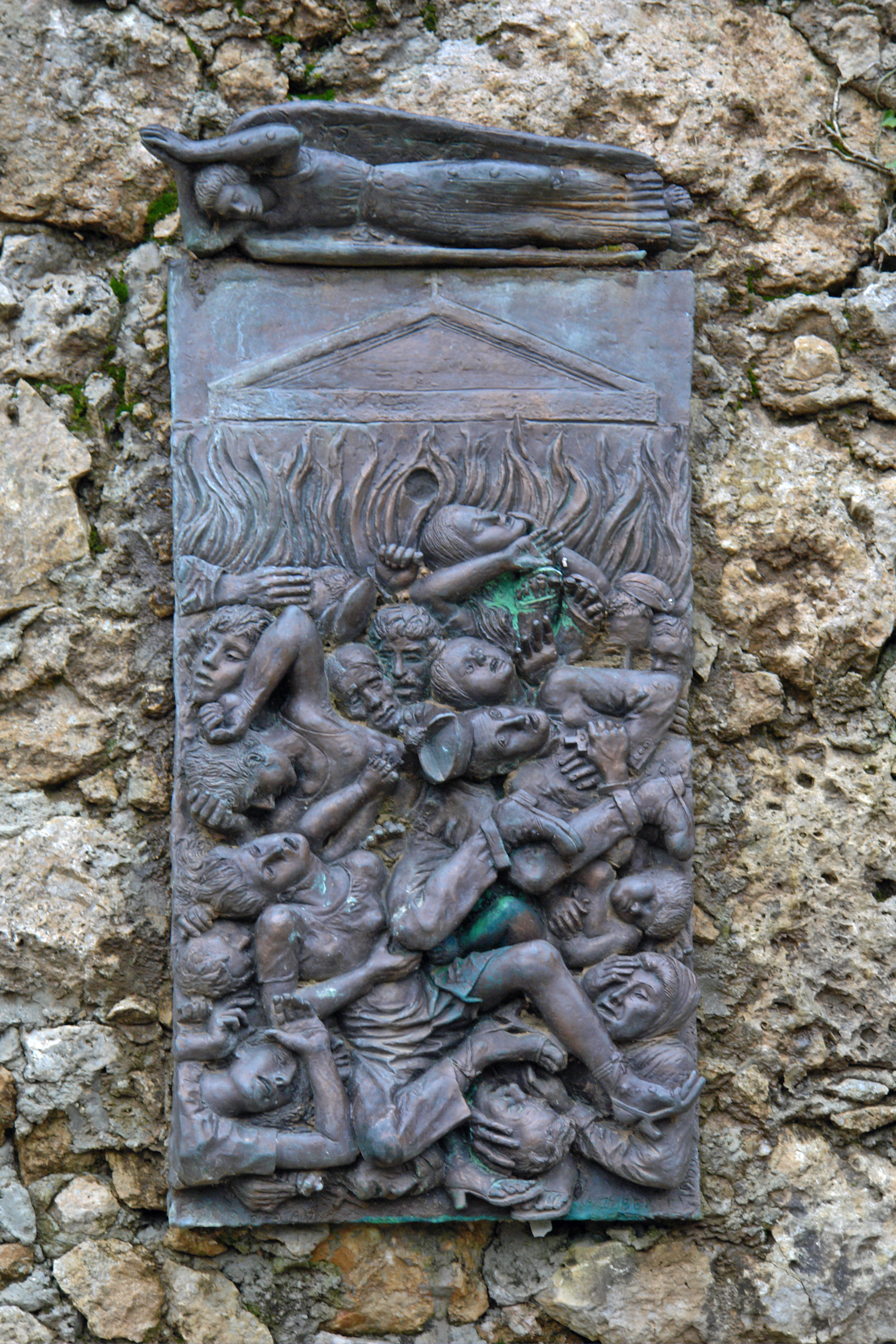
Mémorial du massacre de Sant'Anna di Stazzema.
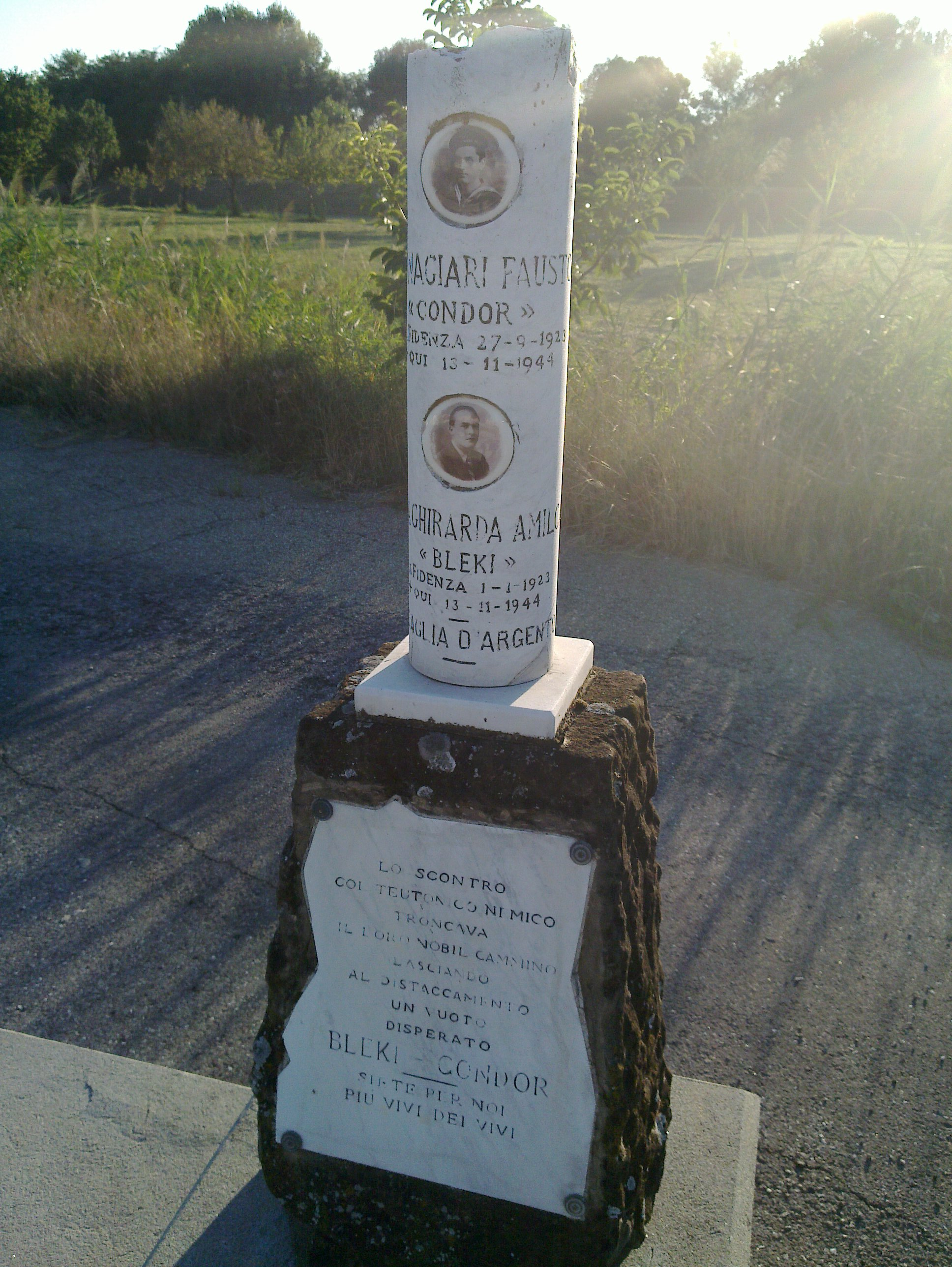
Pierre commémorative à Soragna pour deux partisans italiens tués en 1944.

### Résistance et réseaux d'aide
Une autre tâche de la Résistance était d'aider les prisonniers de guerre en fuite pour atteindre les lignes alliées ou la Suisse sur les chemins utilisés auparavant par les contrebandiers. Ils étaient environ 80 000 internés en Italie jusqu'au 8 septembre 1943. Certains fugitifs et groupes de fugitifs se cachaient dans des refuges, généralement organisés par des femmes, moins susceptibles de susciter des soupçons. Après la guerre, le feld-maréchal Harold Alexander a délivré un certificat à ceux qui risquaient ainsi leur vie.
Les Juifs italiens étaient aidés par DELASEM (Delegazione per l'Assistenza degli Emigranti Ebrei), un réseau qui s'étendait à toute l'Italie occupée et qui comprenait des Juifs et des volontaires de toute tendance allant des membres du clergé catholique romain aux policiers et même des soldats allemands. Comme les Juifs étaient considérés comme des « étrangers ennemis » par le régime de la République sociale, ils n'avaient que peu ou pas de quoi vivre, et beaucoup ont été déportés dans des camps de concentration et d'extermination nazis où environ 7 000 personnes sont mortes. DELASEM a aidé des milliers de Juifs en leur offrant de la nourriture, un abri et de l'argent. Certains de ses membres seront plus tard désignés Justes parmi les nations.

## La Libération

### Soulèvement d'avril 1945

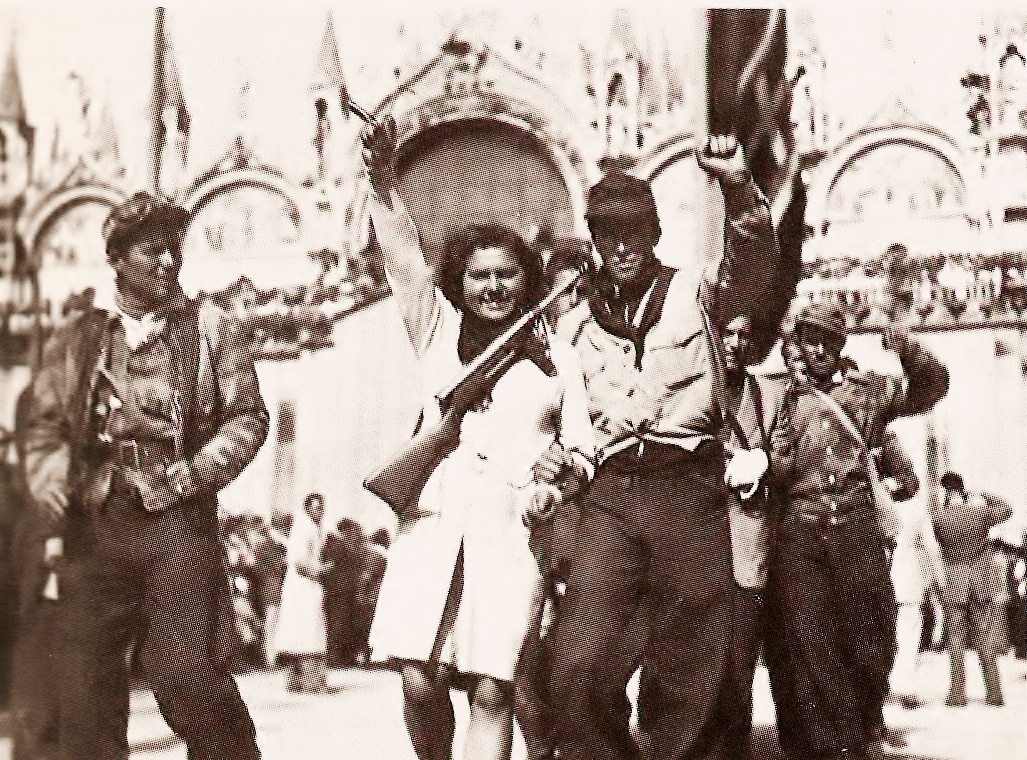
Partisans place Saint Marc à Venise lors de la libération.

Le 19 avril 1945, le CLN appelle à l'insurrection. Bologne est attaquée par des partisans le 19 avril et est libérée le 21 avril par l'armée cobelligérante italienne et le IIe Corps polonais sous commandement allié ; Parme et Reggio Emilia sont libérées le 24 avril.
Turin et Milan sont libérées le 25 avril par une insurrection à la suite d'une grève générale qui avait débuté deux jours plus tôt ; plus de 14 000 soldats allemands et fascistes sont capturés à Gênes les 26 et 27 avril, lorsque le général Günther Meinhold (de) se rend au CLN.
De nombreuses troupes allemandes vaincues tentent de s'échapper d'Italie et certaines unités de partisans permettent aux colonnes allemandes de passer si elles livrent les Italiens qui voyagent avec eux. Les forces d'occupation allemande en Italie capitulent officiellement le 2 mai 1945. Les fascistes tentent de poursuivre les combats, mais sont rapidement vaincus par les partisans et les forces alliées.
L'insurrection d'avril met en évidence les divergences entre le CNL et les Alliés. Étant donné la dimension révolutionnaire de l'insurrection dans les centres industriels de Turin, Milan et Gênes, où s'étaient produites des occupations d'usines concertées par des ouvriers armés, les commandants alliés ont cherché à imposer leur contrôle dès qu'ils ont pris la place des Allemands en retraite. Alors que le Royaume d'Italie était le dirigeant de facto du Sud de l'Italie, le Comité de libération national, implanté au Nord sur le territoire occupé par les allemands, apparaît comme un mouvement à tendance communiste et représente une menace pour la monarchie et les propriétaires fonciers dans l'Italie de l'après-guerre. Cependant, le PCI, sous les directives de Moscou, permet aux Alliés de mener à bien leur programme de désarmement des partisans et décourage toute tentative révolutionnaire de changer le système social, met l'accent sur l'unité nationale et la « démocratie progressiste ». Malgré le besoin pressant de résoudre les problèmes sociaux qui ont persisté après la chute du fascisme, le mouvement de résistance a été subordonné aux intérêts des dirigeants alliés afin de maintenir le statu quo.

### Exécution de Mussolini et vengeance sanguinaire

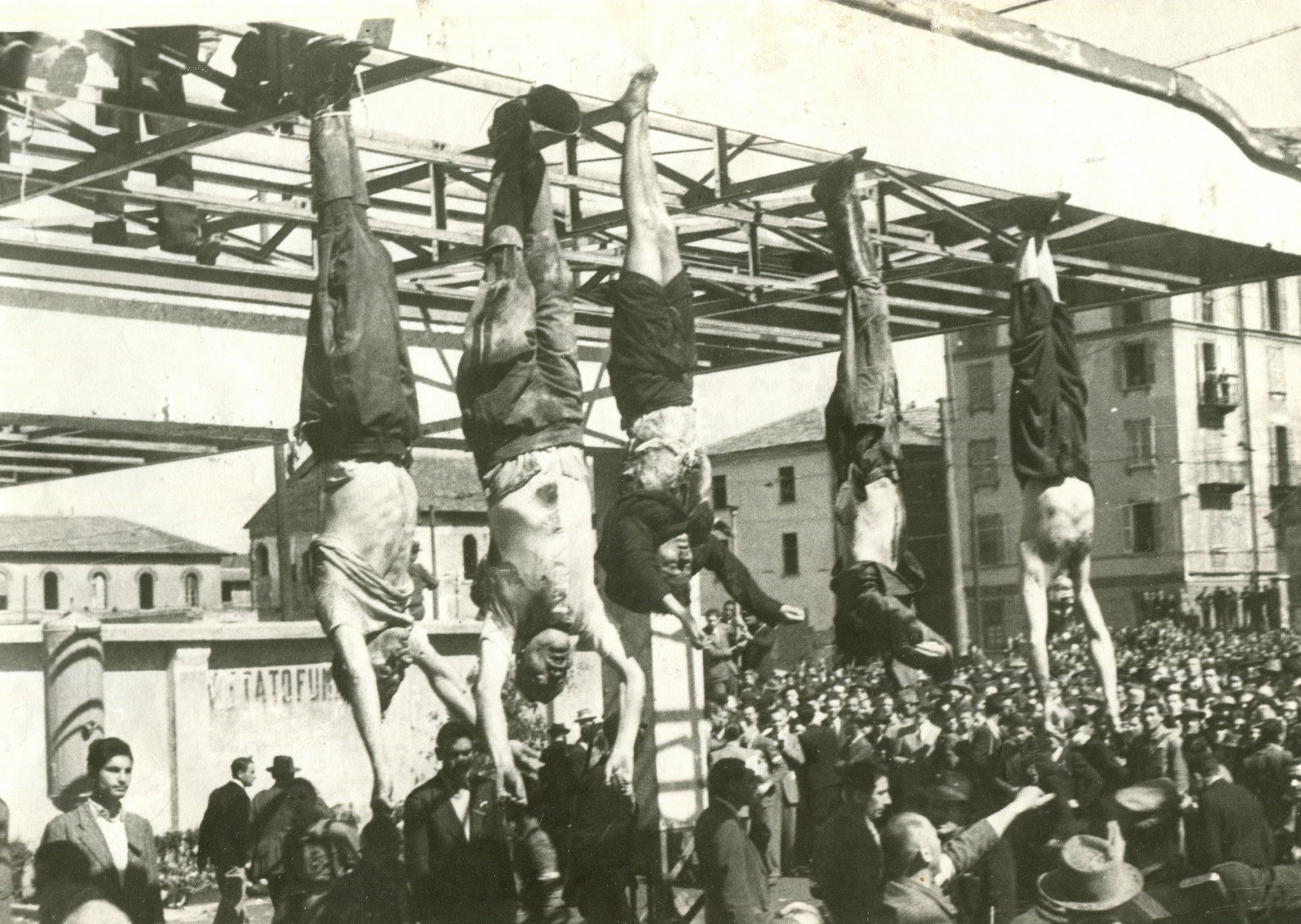
Mussolini capturé et exécuté par des partisans italiens, avec sa maîtresse Clara Petacci et d'autres officiels fascistes (Piazzale Loreto, Milan, 1945).

Le 28 avril 1945 Mussolini est arrêté et fusillé, selon la version officielle, à Giulino di Mezzegra, à proximité de Dongo par les partisans italiens, avec sa maîtresse Clara Petacci et trois autres officiels fascistes. Les corps de Mussolini et Petacci furent plus tard amenés à Milan et suspendus à l'envers sur le Piazzale Loreto. Dix-huit fascistes éminents exécutés dont Mussolini, Fernando Mezzasoma, Luigi Gatti (it), Alessandro Pavolini et Achille Starace ont été exposés sur la place ; ce lieu était important parce que les corps de 15 résistants exécutés par le régime de Mussolini avaient été exposés sur cette place l'année précédente.
Une campagne de règlement des comptes s'ensuit contre les fascistes et les collaborateurs pro-allemands, dont des milliers sont raflés par les partisans. De manière controversée, nombre de ces détenus sont rapidement jugés par une cour martiale, condamnés et fusillés ou tués sans procès. Le ministre de l'Intérieur Mario Scelba estime à 732 le nombre de victimes de ces exécutions, mais d'autres estimations sont beaucoup plus élevées. Le leader partisan Ferruccio Parri, qui a brièvement servi comme Premier ministre après la guerre en 1945, a déclaré que des milliers de personnes ont été tuées.

## Pertes
Selon un livre publié en 1955 par un comité ministériel italien à l'occasion du dixième anniversaire de la Libération, les pertes en Italie parmi les membres de la Résistance s'élèvent à 35 828 partisans tués au combat ou exécutés, et 21 168 partisans mutilés ou handicapés par leurs blessures. De plus, 32 000 autres partisans italiens ont été tués à l'étranger, dans les Balkans et, dans une moindre mesure, en France. Le nombre de civils italiens tués en représailles par les forces allemandes et fascistes est de 9 980. En 2010, l'« Ufficio dell'Albo d'Oro » du Ministère italien de la défense a enregistré 15 197 tués ; cependant, l'« Ufficio dell'Albo » d'Oro ne considérait comme partisans que les membres de la Résistance qui étaient des civils avant de rejoindre les partisans, alors que les partisans qui étaient auparavant membres des forces armées italiennes, plus de la moitié des tués, étaient considérés comme membres de leur force armée d'origine.

## Jour de la Libération

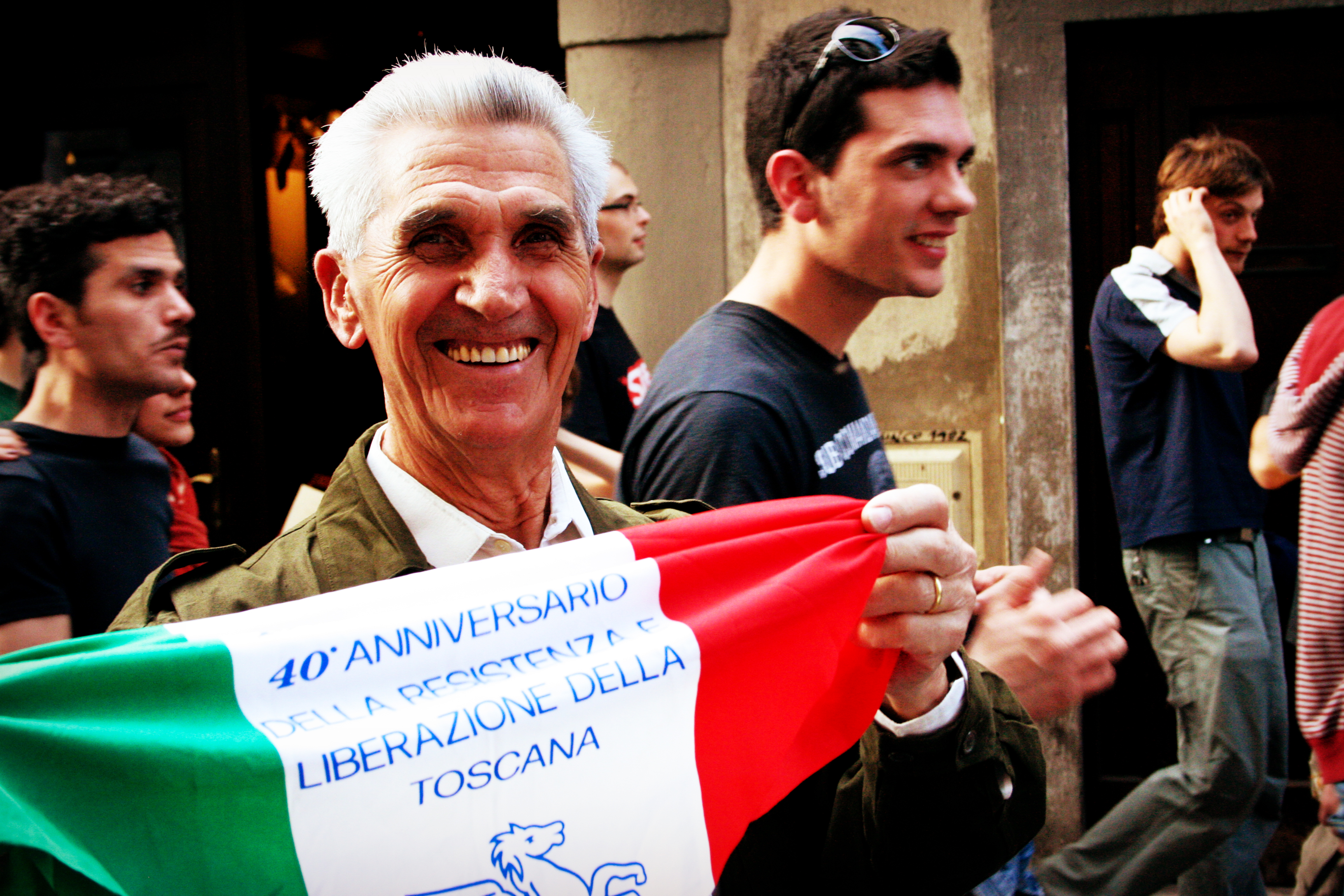
Le 64e anniversaire de la libération de l'Italie à Florence le 25 avril 2009.

Depuis 1949, le 25 avril est officiellement célébré comme « Jour de la Libération », également connu sous le nom d'« Anniversaire de la Résistance ». S'exprimant à l'occasion de l'anniversaire de 2014, le président Giorgio Napolitano a déclaré : « Les valeurs et les mérites de la Résistance, depuis le mouvement partisan et les soldats qui se sont ralliés à la lutte pour la libération jusqu'aux forces armées italiennes, sont indélébiles et au-delà de toute rhétorique de mythification ou de tout dénigrement biaisé. La Résistance, l'engagement pour reconquérir la liberté et l'indépendance de l'Italie, a été un grand moteur civil d'idéaux, mais surtout un peuple en armes, une mobilisation courageuse de jeunes et très jeunes citoyens qui se sont rebellés contre la puissance étrangère ».